# The Complete Studio Recordings
| Críticas profissionais                                                      | Críticas profissionais |
| Avaliações da crítica                                                       | Avaliações da crítica  |
| Fonte                                                                       | Avaliação              |
| --------------------------------------------------------------------------- | ---------------------- |
| Allmusic                                                                    | [ 1 ]                  |
| Yahoo! Music                                                                | [ 2 ]                  |
| Esta tabela precisa de ser acompanhada por texto em prosa. Consulte o guia. |                        |

The Complete Studio Recordings é uma box set de todo o material de estúdio lançado pelo grupo pop sueco ABBA. Foi lançado em 7 de novembro de 2005 e consiste em 9 CDs e 2 DVDs, além de um livreto colorido com uma linha do tempo e fotos. Outro livreto contendo letras completas de todas as músicas também foi incluído.
Há um CD para cada um dos 8 álbuns de estúdio do ABBA. Esses CDs também incluem faixas bônus na forma de faixas não pertencentes ao álbum e versões em idiomas estrangeiros. O CD final contém faixas raras adicionais, incluindo canções lançadas depois que o grupo se separou. De particular interesse é o raro mix alternativo de "Waterloo", que nunca esteve disponível em CD antes. A versão mono estendida de "On and On and On" - apresentando um verso extra e anteriormente disponível apenas como trilha sonora do vídeo da música - também foi lançada em CD pela primeira vez.
Os dois DVDs apresentam todos os videoclipes da banda (exceto o videoclipe "When I Kissed the Teacher"), além de um documentário (The History) e cenas do show do especial de televisão Dick Cavett Meets ABBA, uma co-produção entre a Polar Music International e Sveriges Television (SVT). Cinco das performances deste programa estão incluídas no DVD, já que quatro das nove canções originais não podem mais ser encontradas nos arquivos SVT.
The Complete Studio Recordings ficou disponível apenas por um curto período de tempo e em número limitado. No entanto, uma versão mais simples do box com apenas 9 CDs e o livreto da linha do tempo foi lançada na Dinamarca em 2006.
O box set foi relançado em 2008 para coincidir com o lançamento do filme Mamma Mia! mas teve sucesso limitado nas paradas, principalmente devido ao seu alto preço.
Em 2020, The Complete Studio Recordings não estava mais sendo impresso e muitas das faixas incluídas fizeram seu caminho para edições de luxo dos álbuns consagrados do ABBA.

## Faixas

### CD 1
Ring Ring (1973)
1. "Ring Ring"
2. "Another Town, Another Train"
3. "Disillusion"
4. "People Need Love"
5. "I Saw It in the Mirror"
6. "Nina, Pretty Ballerina"
7. "Love Isn't Easy (But It Sure Is Hard Enough)"
8. "Me and Bobby and Bobby's Brother"
9. "He Is Your Brother"
10. "She's My Kind of Girl"
11. "I Am Just A Girl"
12. "Rock'n Roll Band"

Faixas bônus
1. "Ring Ring (Bara Du Slog En Signal)" (Versão sueca de "Ring Ring")
2. "Åh, Vilka Tider"
3. "Merry-Go-Round"
4. "Santa Rosa"
5. "Ring Ring" (Versão espanhola)
6. "Wer Im Wartesaal Der Liebe Steht" (Versão alemã de "Another Town, Another Train")
7. "Ring Ring" (Versão alemã)

### CD 2
Waterloo (1974)
1. "Waterloo"
2. "Sitting In The Palmtree"
3. "King Kong Song"
4. "Hasta Mañana"
5. "My Mama Said"
6. "Dance (While The Music Still Goes On)"
7. "Honey, Honey"
8. "Watch Out"
9. "What About Livingstone?"
10. "Gonna Sing You My Lovesong"
11. "Suzy-Hang-Around"

Faixas bônus
1. "Ring Ring" (Remix EUA 1974)
2. "Waterloo" (Versão sueca)
3. "Honey, Honey" (Versão sueca)
4. "Waterloo" (Versão alemã)
5. "Hasta Mañana" (Versão espanhola)
6. "Ring Ring" (Remix Reino Unido 1974)
7. "Waterloo" (Versão francesa)

### CD 3
ABBA (1975)
1. "Mamma Mia"
2. "Hey, Hey Helen"
3. "Tropical Loveland"
4. "SOS"
5. "Man In The Middle"
6. "Bang-A-Boomerang"
7. "I Do, I Do, I Do, I Do, I Do"
8. "Rock Me"
9. "Intermezzo No. 1"
10. "I've Been Waiting for You"
11. "So Long"

Faixas bônus
1. "Crazy World"
2. "Medley: Pick A Bale of Cotton - On Top Of Old Smokey - Midnight Special (1978 Remix)"
3. "Mamma Mia" (Versão espanhola)

### CD 4
Arrival (1976)
1. "When I Kissed the Teacher"
2. "Dancing Queen"
3. "My Love, My Life"
4. "Dum Dum Diddle"
5. "Knowing Me, Knowing You"
6. "Money, Money, Money"
7. "That's Me"
8. "Why Did It Have To Be Me?"
9. "Tiger"
10. "Arrival"

Faixas bônus
1. "Fernando" (de Greatest Hits (1975))
2. "Happy Hawaii" (Versão inicial de "Why Did It Have To Be Me?")
3. "La Reina Del Baile" (Versão espanhola de "Dancing Queen")
4. "Conociéndome, Conociéndote" (Versão espanhola de "Knowing Me, Knowing You")
5. "Fernando" (Versão espanhola)

### CD 5
ABBA - The Album  (1977)
1. "Eagle"
2. "Take a Chance on Me"
3. "One Man, One Woman"
4. "The Name of the Game"
5. "Move On"
6. "Hole In Your Soul"

The Girl With The Golden Hair – 3 cenas de um musical –
1. "Thank You for the Music"
2. "I Wonder (Departure)"
3. "I'm A Marionette"

Faixas bônus
1. "Al Andar" (Versão espanhola de "Move On")
2. "Gracias Por La Música" (Versão espanhola de "Thank You For The Music")

### CD 6
Voulez-Vous (1979)
1. "As Good As New"
2. "Voulez-Vous"
3. "I Have A Dream"
4. "Angeleyes"
5. "The King Has Lost His Crown"
6. "Does Your Mother Know"
7. "If It Wasn’t For The Nights"
8. "Chiquitita"
9. "Lovers (Live A Little Longer)"
10. "Kisses of Fire"

Faixas bônus
1. "Summer Night City" (de Greatest Hits Vol. 2 (1979))
2. "Lovelight"
3. "Gimme! Gimme! Gimme! (A Man After Midnight)"
4. "Estoy Soñando" (Versão espanhola de "I Have A Dream")
5. "Chiquitita" (Versão espanhola)
6. "¡Dame! ¡Dame! ¡Dame!" (Versão espanhola de "Gimme! Gimme! Gimme! (A Man After Midnight)")

### CD 7
Super Trouper (1980)
1. "Super Trouper"
2. "The Winner Takes It All"
3. "On and On and On"
4. "Andante, Andante"
5. "Me and I"
6. "Happy New Year"
7. "Our Last Summer"
8. "The Piper"
9. "Lay All Your Love on Me"
10. "The Way Old Friends Do"

Faixas bônus
1. "Elaine"
2. "Andante, Andante" (Versão espanhola)
3. "Felicidad" (Versão espanhola de "Happy New Year")

### CD 8
The Visitors (1981)
1. "The Visitors"
2. "Head Over Heels"
3. "When All Is Said And Done"
4. "Soldiers"
5. "I Let The Music Speak"
6. "One of Us"
7. "Two For The Price Of One"
8. "Slipping Through My Fingers"
9. "Like An Angel Passing Through My Room"

Faixas bônus
1. "Should I Laugh Or Cry?"
2. "No Hay A Quien Culpar" (Versão espanhola de "When All Is Said And Done")
3. "Se Me Está Escapando" (Versão espanhola de "Slipping Through My Fingers")

Canções do The Singles: The First Ten Years (1982)
1. "The Day Before You Came"
2. "Cassandra"
3. "Under Attack"
4. "You Owe Me One"

### CD 9
Rarities
1. "Waterloo" (Alternate Mix)
2. "Medley: Pick A Bale Of Cotton/On Top Of Old Smokey/Midnight Special" (Original mix de 1975)
3. "Thank You For The Music" (Versão Doris Day)
4. "Summer Night City" (Versão total)
5. "Lovelight" (Alternate Mix)
6. "Dream World"
7. "Voulez-Vous" (Extended Remix)
8. "On And On And On" (Versão total)
9. "Put On Your White Sombrero"
10. "I Am The City"
11. ABBA Undeleted: "Scaramouche" / "Summer Night City" / "Take A Chance On Me" / "Baby" / "Just A Notion" / "Rikky Rock ’n’ Roller" / "Burning My Bridges" / "Fernando" / "Here Comes Rubie Jamie" / "Hamlet III Parts 1 & 2" / "Free As A Bumble Bee" / "Rubber Ball Man" / "Crying Over You" / "Just Like That" / "Givin’ A Little Bit More"

## DVD 1

### Os vídeos
1. "Ring Ring"
2. "Waterloo"
3. "Mamma Mia"
4. "SOS"
5. "Bang-A-Boomerang"
6. "I Do, I Do, I Do, I Do, I Do"
7. "Fernando"
8. "Dancing Queen"
9. "Money, Money, Money"
10. "Knowing Me, Knowing You"
11. "That's Me"
12. "The Name of the Game"
13. "Take A Chance On Me"
14. "Eagle"
15. "One Man, One Woman"
16. "Thank You For The Music"
17. "Summer Night City"
18. "Chiquitita"
19. "Does Your Mother Know"
20. "Voulez-Vous"
21. "Gimme! Gimme! Gimme! (A Man After Midnight)"
22. "I Have A Dream"
23. "Super Trouper"
24. "The Winner Takes It All"
25. "On And On And On"
26. "Happy New Year"
27. "Lay All Your Love On Me"
28. "Head Over Heels"
29. "When All Is Said And Done"
30. "One of Us"
31. "The Day Before You Came"
32. "Under Attack"

Vídeos bônus
1. "Estoy Soñando"
2. "Felicidad"
3. "No Hay A Quien Culpar"
4. "Dancing Queen" (Versão de 1992)
5. "The Last Video"

## DVD 2

### A História
- Documentário (Originalmente apresentado no DVD ABBA Gold)

Ao vivo em Abril de 1981
- Seleções do último show ao vivo do ABBA, originalmente transmitido como parte do especial de televisão Dick Cavett Meets ABBA.

1. "Gimme! Gimme! Gimme! (A Man After Midnight)"
2. "Super Trouper"
3. "Two for the Price of One"
4. "Slipping Through My Fingers"
5. "On And On And On"